# Logor Dretelj
Logor Dretelj bio je sabirni logor koji su vodili pripadnici HVO-a kraj Čapljine od travnja 1993. do travnja 1994. tijekom Bošnjačko-hrvatskog sukoba u sklopu rata u Bosni i Hercegovini.

## Logor
Logor se nalazio između Čapljine i Međugorja, u Hercegovini. Tijekom Jugoslavije, bio je korišten kao vojarna JNA, te se sastojao od šest skladišta. Tijekom Operacije Lipanjske zore, Dretelj su zarobile postrojbe HOS-a, te ga koristile kao svoju vojarnu, i zatvor za srpske ratne zarobljenike. Nakon smrti zapovjednika HOS-a Hercegovine, generala bojnika Blaža Kraljevića, srpski zarobljenici iz Dretelja predani su HVO-u. Poslije raspada HOS-a u Hercegovini krajem 1992. Dretelj preuzimaju vlasti HVO-a. Prema optužnici Međunarodnog suda za ratne zločine počinjene na području bivše Jugoslavije (ICTY), pripadnici HVO-a su počeli držati bošnjačke muškarce u logoru od travnja 1993. do travnja 1994. Broj zarobljenika bio je najveći 11. srpnja 1993., kada je HVO držalo 2270 Bošnjaka u zatvoru. Nakon toga, prosječan broj zatvorenika bio je oko 1700.
U ljeto 1993., Hrvatska Republika Herceg-Bosna i HVO su proveli akciju masovnog uhićivanja bošnjačkih muškaraca diljem doline Neretve, uključujući i Bošnjaka koji su služili u HVO-u, te ih zatvorila u logoru Dretelj. Mnogi od zatvorenika su bili civili. Tijekom kolovoza i rujna 1993., kriteriji HVO-a za puštanje zatvorenika na slobodu bili su brak s Hrvaticom ili posjedovanje vize i pisma jamstva o napuštanju BiH.
Uvjeti u logoru bili su teški i nezdravi zbog prenapučenosti, loše ventilacije i manjka kreveta. HVO je davala zatvorenicima malo hrane i vode. Barem jedan zatvorenik navodno je preminuo u srpnju 1993. zbog vrućine.
Bilo je također zabilježeno da je HVO povremeno tukla, ali i psihički napastovala zatvorenike. Bošnjaci u izoliranim ćelijama su bili osobito premlaćivani i ponižavani.
Barem četvero zatvorenika poginulo je u tom razdoblju u Dretelju. Međunarodni odbor Crvenog križa dobio je dozvolu posjetiti lokaciju tek u rujnu 1993. Tada je HVO premjestila neke zatvorenike u Silos u Čapljini, kako bi prikrila znakove zlostavljanja.

## Zatvaranje logora
Prema pisanju tjednika Nacional 2001., postoje dokumenti koji jasno pokazuju da je vlada Hrvatske Republike Herceg-Bosne svojim odlukama utemeljila velike zatvore na Heliodromu, Gabeli, Dretelju, te druge logore u Hercegovini, i da je na njima potpis dr. Jadranka Prlića, nakon Daytonske mirovne konferencije dugogodišnjeg ministra vanjskih poslova BiH. Takve su tvrdnje upućivale na izravnu odgovornost političara Herceg Bosne za ratni zločin. Prije svih na odgovornost pokojnog Mate Bobana i Prijelazne vlade Jadranka Prlića, proglašene u svibnju 1993., nakon dogovora o provedbi Vance-Owenova plana za BiH. No, Prlić je više puta odlučno opovrgnuo informacije o postojanju službenih dokumenata o logorima HVO-a u Hercegovini i srednjoj Bosni te svojoj osobnoj odgovornosti. U Dnevnom avazu od 22. kolovoza 2001. Prlić je izjavio: "Vlada Herceg Bosne nikad nije izdala nalog za formiranje tih logora, ni ičega što bi na njih sličilo."
CNN je objavio reportažu snimljenu u Drežnici, sjeverno od Mostara, o svjedočanstvima nekolicine Bošnjaka, upravo puštenih iz logora u Gabeli i Dretelju. Postojanje hrvatskih logora u Hercegovini, mučenja i teški uvjeti života logoraša u dvama najvećim logorima pod kontrolom HVO-a, tako su postali vijest dana. Diplomatskim naporima hrvatskog ministra vanjskih poslova Mate Granića pokrenulo se njihovo zatvaranje. Granić je tada izravno razgovarao s Bobanom i Prlićem zahtijevajući žurno zatvaranje logora i prolaz za humanitarne konvoje, o čemu je sredinom srpnja 1993. u Makarskoj s bošnjačkom stranom potpisan poseban sporazum. Dok je Boban postojanje logora opravdavao riječima da se radi o zatočeničkim središtima u koje je bošnjačko pučanstvo smješteno radi vlastite sigurnosti, Prlić je shvatio da se postojanje logora više ne može ni tajiti ni braniti. Prlić je otvoreno priznao postojanje logora te, svjestan svoje uloge u njihovu nastajanju, prvi od herceg-bosanskih političara prihvatio Granićeve zahtjeve.
U tome je trenutku i Bobanu i Graniću i Prliću bilo poznato da je samo u trima bošnjačkim logorima - Jablanici, Konjicu i Bugojnu - nasilno zatočeno i zlostavljanju izloženo najmanje deset tisuća (?) Hrvata. Preciznih podataka koliko je Hrvata zatočeno u bošnjačkim logorima u Zenici, Tarčinu i Krupanjskoj Rijeci, u tom trenutku nije bilo. Ali, čini se, samo je Graniću bilo jasno da je zatvaranje logora pod nadzorom HVO-a put kojim se zatočeni Hrvati mogu izbaviti iz bošnjačkog zatočeništva.
Ubrzo su počele stizati optužbe na račun Zagreba. State Department najavio je da bi NATO mogao bombardirati položaje HVO-a ako se ne bude propuštala humanitarna pomoć za Bošnjake zatočene u logorima u istočnom Mostaru. Granić je u Hercegovinu poslao tročlano izaslanstvo, među njima i kasnijeg Tuđmanova savjetnika za humanitama pitanja dr. Slobodana Langa, na izvid situacije kako bi od Vlade Hrvatske Zajednice Herceg-Bosne mogao zatražiti poduzimanje mjera. Prva je bila pristup u logore djelatnicima Međunarodnog Crvenog križa. Franjo Tuđman je od Bobana zatražio zatvaranje logora i oslobađanje zatočenika uz pružanje sve potrebne pomoći i njege.
Humanitarni konvoj uspio se probiti na lijevu obalu Neretve. 24. rujna, zatvoren je Dretelj, potom je zatvorena Gabela, a do konca godine i svi hrvatski logori, osim Heliodroma u kojem su zatočenici ostali sve do potpisivanja Washingtonskoga sporazuma u proljeće 1994.

## Optužbe
Jadranko Prlić, Bruno Stojić, Slobodan Praljak, Milivoj Petković, Valentin Corić i Berislav Pušić su optuženi da su protjerivali Bošnjake iz većinski hrvatskih dijelova Bosne i Hercegovine od studenog 1991. do travnja 1994. Optužnica navodi da su zajedno uspostavili nekoliko zatvoreničkih logora, među njima logor Heliodrom i logor Dretelj, kako bi uhitili i zatvorili tisuće Bošnjaka.
Refik Šarić je bio jedan od bošnjačkih zatvorenika, a kasnije prisilnih suradnika stražara logora. Kasnije se preselio u Dansku. Tamo je 23. studenog 1994. osuđen na osmogodišnji zatvor zbog sudjelovanja u 14 slučajeva mučenja.
U ožujku 2010. je sud u Oslu proglasio čuvara Mirsada Repaka krivim za ratni zločin u logoru protiv bošnjačkih, ali i srpskih zatvorenika, uglavnom civila.